# Tillandsia grazielae
Tillandsia grazielae là một loài thuộc chi Tillandsia. Đây là loài đặc hữu của Brasil.